# アリスター・マクグラス
アリスター・エドガー・マクグラス（Alister Edgar McGrath、1953年1月23日 - ）は、北アイルランド出身の聖公会の執事でキリスト教神学者、哲学博士、名誉神学博士Doctor of Divinity。前オックスフォード大学歴史神学教授。2008年9月からロンドン大学教授。彼は講義と著書で「科学的な神学」（scientific theology）を提唱し、科学的な無神論に反対している。
姓はマグラスとも表記される。2度来日している。

## 経歴
1953年に北アイルランドのベルファストで生まれた。キリスト教徒の家庭に生まれ育ったが、マルクス主義に傾倒したため、1971年にオックスフォード大学に入学した時には左翼系の学生寮に入った。しかし、「キリスト者学生会（インターヴァーシティ・クリスチャンフェローシップ）」の支部の、オックスフォード・インター・カレジエイト・クリスチャン・ユニオンを通して、福音的キリスト教に出会った。
マイケル・グリーンらの説教を通して、福音の魅力を見出して、キリスト者になる決意をした。その後、分子生物学で博士号を取得した後、1976年にオックスフォードで神学を学び始めた。
1977年に、ジェームズ・バーの「ファンダメンタリズム」と「受肉した神の神話」という、福音主義を攻撃するリベラル派の本に深い影響を受けて、しばらく福音主義に対して自信を失っていたが、やがて取り戻した。
マクグラスはケンブリッジ大学で働くためにオックスフォードを出た、彼が聖公会で叙任を受けるために学ぶためである。1980年の4月にマクグラスは執事に叙任され、ノッティンガムのウラストンにある聖レオナルド教会の副牧師として働き始めた。
1983年マクグラスはオックスフォードにあるウィクリフホールでオックスフォード大学の神学の教授にキリスト者の倫理と教理について講義をおこなうよう求められた。
マクグラスは1990年秋の学期にニュージャージーのマディソンにある、ドルー大学の神学部に歴史神学の教授エズラ・スクワイアー・ティップの元を訪れた。
マクグラスは1993年にオックスフォード大学の神学の研究講師として選出され、また同時に神学の研究教授としてバンクーバーにある レジェンドカレッジに1993年から1999年まで仕えた。1995年、マクグラスはウィクリフホールの支配人として選出され、1999年オックスフォード大学の神学部の教授の職を授与された。肩書きは”歴史神学の教授”である。
マクグラスは2001年、オックスフォードの歴史神学及び組織神学の名誉神学博士号を獲得し、4月1日に科学と信仰の国際的な学会の創立メンバーとなった。
2008年、マクグラスはロンドンのキングス・カレッジの”教育と専門職学習”学部において聖職と教育の神学部の教授の職を受け取った。

## 評価
佐藤優は、日本語で読めるおそらく唯一の神学の包括的文献としてマクグラスの『キリスト教神学入門』を挙げ、この本の利点は外国語、古典語の障壁を感じることなく神学の基礎知識を習得できることだとしつつ、同時にこれはイングランド国教会の立場が正しいと思う方向に誘導されるよう構成された国教会の弁証的、論争的な本だとも指摘している。

## 日本語訳された著書
- キリストの死と復活の意味（笹岡靖訳、いのちのことば社）
- キリスト教の将来と福音主義（島田福安訳 いのちのことば社）
- 自分を愛することのジレンマ（ジョアンナ・マグラスとの共著、小渕朝子訳、いのちのことば社）
- 信仰の旅路―たましいの故郷への道（稲垣久和、広田貴子訳 いのちのことば社）
- キリスト教の霊性（稲垣久和訳、教文館）
- 神の科学 : 科学的神学入門（稲垣久和訳、教文館）
- ポスト・モダン世界のキリスト教 : 21世紀における福音の役割（稲垣久和訳、教文館）
- 科学と宗教（稲垣久和訳、教文館）
- 十字架の謎 : キリスト教の核心（本多峰子訳、教文館）
- キリスト教の将来（本多峰子訳、教文館）
- キリスト教神学入門（神代真砂実訳、教文館）
- 宗教改革の思想（高柳俊一訳、教文館）
- キリスト教の天国（本多峰子訳、キリスト新聞社）
- キリスト教神学資料集 上・下（古屋安雄監訳 キリスト新聞社）
- キリスト教思想史入門：歴史神学概説（神代真砂実、関川泰寛訳、キリスト新聞社）
- 総説キリスト教：はじめての人のためのキリスト教ガイド（本多峰子訳、キリスト新聞社）
- プロテスタント思想文化史（佐柳文男訳、教文館）
- 聖餐―その歴史と実践（藤原淳賀訳、キリスト新聞社）
- 「自然」を神学する（芦名定道、杉岡良彦、濱崎雅孝訳、教文館）
- 神は妄想か？―無神論原理主義とドーキンスによる神の否定（杉岡良彦訳、教文館）